# Bacilli
I Bacilli sono un genere di batteri appartenenti al phylum dei Firmicutes.

## Etimologia
Ba.cil’lus è un termine latino che significa "bastoncino".

## Storia
Il genere venne creato nel 1872 da Cohn, che rinominò Vibrio subtilis come Bacillus subtilis, una specie tipo di questo gruppo tassonomico. Entro il 2018, il genere comprendeva più di 280 specie, tuttavia, è stata osservata un'estesa polifilia tra molti dei suoi membri, che avevano poco in comune.

## Biologia
Il genere è composto da batteri con una morfologia a bastoncino, dritta o leggermente curva, di dimensioni variabili da 0,5 - 2,5 µm di diametro e 1,2 - 10 µm di lunghezza, che possono presentarsi singolarmente o in catene di lunghezza variabile. La maggior parte delle specie sono gram-positivi, con alcune eccezioni che risultano gram-variabili.
Sono generalmente mobili grazie alla presenza di flagelli peritrichi, con l'eccezione di B. anthracis e di alcuni ceppi di B. cereus. La formazione di caspule si osserva in alcuni ceppi in condizioni particolari ed è di natura polisaccaridica per B. mycoides e B. pumilus, mentre B. anthracis, B. subtilis e B. licheniformis producono capsule di acido poli-ɤ-D-glutammico. Inoltre, B. anthracis e alcuni ceppi di B. cereus producono uno strato S.

### Metabolismo
Il genere comprende batteri aerobi, tuttavia, alcuni membri sono anaerobi facoltativi. Non sono particolarmente esigenti dal punto di vista nutrizionale. Le specie di Bacillus crescono su agar nutriente o su terreni a base di peptone, mostrando una crescita ideale a un pH neutro. Tuttavia, alcune specie possono crescere a un pH di 9, mentre altre tollerano un pH di 2. La loro temperatura di crescita varia da 10 a 45 °C, con una crescita ottimale compresa tra 30 e 40 °C.
Alcune specie possono crescere in presenza di concentrazioni di NaCl superiori al 7% (p/v). La morfologia delle colonie è variabile e alcune specie possono produrre pigmenti in condizioni di coltura specifiche. Sono microrganismi chemioorganotrofi, in grado di metabolizzare sostanze organiche come amminoacidi, acidi organici e zuccheri attraverso la respirazione aerobica e anaerobica o la fermentazione, a seconda della specie e dell'ambiente.

#### Prodotti
È stato osservato che i Bacillus spp. possono produrre diversi composti antimicrobici che variano nella loro natura chimica, inclusi peptidi ribosomiali, polichetidi, molecole di piccoli peptidi non ribosomiali, lipopeptidi, enzimi e composti volatili sia organici che inorganici.

##### Peptidi
Esempi di batteriocine includono la subtilisina, un lantibiotico ampiamente studiato sintetizzato da B. subtilis, che forma pori nella membrana citoplasmatica dei batteri Gram-positivi, consentendo l'efflusso di ioni e metaboliti, portando al collasso del potenziale di membrana.
La lichenina, una batteriocina di classe II prodotta dal ceppo 26L-10/3RA di B. licheniformis, è idrofobica e sensibile all'ossigeno, mostrando attività antagonista sia contro batteri Gram-positivi che Gram-negativi. Un altro esempio è l'amilociclina, una batteriocina di classe I prodotta dal ceppo FZB42 di B. amyloliquefaciens, che mostra attività antagonista contro batteri Gram-positivi correlati.

##### Polichetidi
I polichetidi (PK) prodotti dai Bacillus spp. possono essere PK stessi o ibridi di PK e peptidi non ribosomiali (NRPs). Tre tipi di polichetidi prodotti da B. subtilis sono riconosciuti: bacillomicina, difficidina e macrolattina, tutti con attività antibatterica mediante l'inibizione della sintesi proteica.

##### Lipopeptidi
Recentemente è stato isolato il ceppo Bacillus amyloliquefaciens LPB-18, capace di produrre fengicine e le loro isoforme, mostrando un'efficace inibizione di A. flavus e F. oxysporum. Inoltre, questo ceppo ha mostrato caratteristiche di un potenziale probiotico grazie alla sua tolleranza a condizioni acide e ai sali biliari, rendendolo un eccellente candidato per ceppi biologici nei prodotti agricoli e nei mangimi per animali.

##### Enzimi
Membri del genere producono la lipasi che può essere utilizzata per idrolizzare i grassi in pazienti affetti da malattie gastrointestinali croniche, e l'amilasi, che può essere impiegata per idrolizzare l'amido in pazienti affetti da insufficienza pancreatica.
Inoltre producono enzimi fibrinolitici, prevalentemente proteasi della famiglia delle subtilisine, che sono spesso utilizzati per la terapia trombolitica. Tra questi si includono la subtilisina DFE, una serin proteasi espressa nei ceppi di B. subtilis WB600, le proteinasi QK-1 e QK-2 derivate da B. subtilis QK02, subtilisina-proteinasi simile di B. subtilis TP-6 e serina proteinasi di B. pumilus 7P, tra gli altri. Esistono ceppi che producono enzimi con proprietà anticoagulanti, come la già menzionata subtilisina-proteinasi simile e la glutamil endopeptidasi di B. pumilus 7P.
Questi enzimi variano in termini di peso molecolare e substrati specifici, e possono essere incapsulati in nanocapsule per ottenere una maggiore stabilità, facilitando la somministrazione orale. Esistono anche proteinasi che agiscono sulle placche amiloidi formate da peptidi Aβ di 42 residui di aminoacidi, come quelle prodotte nel morbo di Alzheimer. È il caso della glutamil endopeptidasi, della subtilisina-simile proteinasi e della metalloproteinasi prodotte da B. pumilus 7P, che scindono i peptidi Aβ formando peptidi non patogeni privi della capacità di formare placche, e della nattokinasi (o subtilina NAT) da B. subtilis natto.
Enzimi come la cheratinasi di diversi ceppi di B. licheniformis sono stati osservati nel degradare la proteina prodotta nell'encefalopatia spongiforme bovina (PrPsc).
Come altri generi batterici (es. Pseudomonas, Acinetobacter e Serratia) anche alcune specie del genere Bacillus producono enzimi con attività anti-biofilm. È il caso di B. licheniformis, in cui è stata osservata la produzione di proteasi B, alcalasi, una serina endopeptidasi, e dell'endonucleasi NucB.
Per quanto riguarda B. amyloliquefaciens, produce neutrasi, una proteasi attiva in condizioni neutre, mentre il ceppo 3–19 di B. pumilus produce proteasi simile alla subtilisina ed endopeptidasi glutamile, che degradano il biofilm di Serratia marcescens.
Similmente ad altri organismi di biocontrollo, i Bacillus spp. sono stati osservati produrre enzimi litici. Ad esempio, il ceppo BT42 produce beta-1,3-glucanasi che degradano le pareti cellulari di funghi come C. gloeosporoides e F. oxysporum, causando la lisi cellulare. Inoltre, specie di questo genere possono produrre enzimi coinvolti nel quorum quenching (QQ). Specie come B. amyloliquefaciens, B. licheniformis e B. subtilis sono state identificate come fonti di amilasi e proteasi.

##### Composti inorganici volatili
È stato osservato che B. licheniformis è un batterio denitrificante che genera N2, successivamente utilizzato da batteri azotofissatori.

##### Composti organici volatili
La produzione di un ampio spettro di composti volatili con attività antifungina è stata osservata in ceppi di B. amyloliquefaciens, B. subtilis e B. pumilus, così come in ceppi di B. amyloliquefaciens, B. pumilus e B. cereus con vari gradi di attività antibatterica.

### Sporulazione
La maggior parte delle specie forma endospore in risposta a stress nutrizionali o ambientali, che sono resistenti al calore, al freddo, alle radiazioni ionizzanti, alla disidratazione e a molti disinfettanti. Le spore possono essere ovali, cilindriche o ellissoidali, e persino a forma di rene o banana in alcuni ceppi di determinate specie, con localizzazioni centrali, subterminali o terminali, senza deformare il corpo batterico.
La capacità di formare spore resistenti a condizioni di stress fornisce un vantaggio significativo rispetto ad altri generi, con differenze osservabili nei tassi di sporulazione e nella struttura delle spore tra le diverse specie. In particolare, la specie B. subtilis è stata studiata come modello per il processo di sporulazione.
La spora possiede una struttura complessa che si differenzia dalla cellula vegetativa. La sintesi dei vari strati che costituiscono la spora è un processo graduale che inizia poco dopo la fase di septazione. È composta da un sottile strato esterno di natura glicoproteica chiamato esosporio, presente solo in alcune specie. In B. cereus, B. anthracis e B. thuringiensis, l'esosporio presenta proiezioni simili a peli.
L'esosporio contribuisce alla protezione contro macromolecole, come enzimi idrolitici e anticorpi, e conferisce alla spora resistenza allo stress ossidativo prodotto dai macrofagi. Sotto questo strato si trovano numerosi strati proteici chiamati rivestimento della spora (spore coat), cruciali per la resistenza ai prodotti chimici e con grande diversità proteica tra gli individui.
Tra questi due strati si trova lo spazio intermedio. Sotto il rivestimento si trova la membrana esterna, che funge da barriera a permeabilità selettiva. Successivamente si trova la corteccia, composta da peptidoglicano con caratteristiche uniche, come legami lassi e la presenza di muramico δ-lattame (MAL). Al di sotto della corteccia si trova il nucleo della spora o protoplasto, che contiene una struttura simile a una cellula vegetativa. Questo nucleo include una parete cellulare, una membrana citoplasmatica (membrana interna della spora) e citoplasma, in cui si trovano il DNA, i ribosomi e la maggior parte degli enzimi della spora.
All'interno della spora è presente una sostanza caratteristica, il calcio dipicolinato (CaDPA). Il protoplasto della spora contiene solo il 10-30% del contenuto d'acqua della cellula vegetativa, conferendo resistenza al calore, ai prodotti chimici (es. perossido di idrogeno) e inattivando alcuni enzimi presenti nella spora. Inoltre, la resistenza al calore è dovuta alla presenza di una corteccia funzionale e di enzimi di riparazione del DNA attivi sotto calore estremo, come RecA.
Un'altra caratteristica delle spore è che il loro pH è di un'unità inferiore rispetto a quello della cellula vegetativa, e presentano proteine specifiche chiamate proteine spore-acido-solubili (SASPs). Le SASPs si legano al DNA, proteggendolo dalle radiazioni, dal calore e dalla disidratazione, e fungono da fonte di carbonio ed energia per la cellula durante la germinazione. Nel caso di B. subtilis, è stata osservata la presenza di CotA, una laccasi dipendente dal rame, nella parte esterna del rivestimento, che contribuisce alla protezione contro i raggi UV e il perossido.
Il tempo necessario per sviluppare il processo di sporulazione può variare tra specie e anche tra ceppi. Alcuni microrganismi hanno alti tassi di sporulazione, mentre altri mostrano tassi più bassi. Larsen et al. hanno studiato la percentuale di sporulazione in ceppi appartenenti a diverse specie del genere Bacillus, osservando migliori tassi di sporulazione a 72 ore in ceppi di B. amyloliquefaciens subsp. plantarum, B. mojavensis e B. subtilis.

### Genetica
È stato dimostrato che il 93,93% dei membri del genere Bacillus contiene copie multiple del gene dell'rRNA 16S, e il 55,32% degli alleli 16S è identico a quelli di altre specie. Mentre gyrA1 e gyrA2 rilevano principalmente B. subtilis, gyrA3 è in grado di identificare almeno 92 specie di Bacillus, includendo varie specie appartenenti a entrambi i cladi e ai taxa correlati. Inoltre, gyrA3 ha permesso un clustering più dettagliato a livello di sottospecie per B. amyloliquefaciens, B. pumilus e B. megaterium, un livello di risoluzione non raggiunto per B. anthracis.
Le limitazioni nell'identificazione delle specie sono legate all'elevata variabilità delle sequenze dei geni housekeeping codificanti proteine, che complica lo sviluppo di primer universali per il sequenziamento. Recentemente, Xu et al. hanno progettato primer per il gene che codifica il fattore di allungamento termo-instabile (EF-Tu). Questi primer erano specifici per il genere Bacillus e sono stati in grado di differenziare con successo le specie sia in silico che in vitro.
I fattori di virulenza dei membri patogeni del gruppo sono principalmente codificati su plasmidi, che possono essere persi. Inoltre, questi fattori di virulenza possono essere condivisi tra specie, complicando la diagnosi attraverso metodi molecolari tradizionali, come la PCR.

## Distribuzione e habitat
Questi microrganismi sono ubiquitari e possono essere isolati da diversi ambienti, più comunemente dal suolo e dalle piante. Tuttavia, altre fonti includono alimenti, campioni clinici, origini animali e ambienti marini.

## Tassonomia
Per anni, il genere Bacillus ha racchiuso un gruppo eterogeneo di individui il cui tratto comune principale era la capacità di sporulare in presenza di ossigeno. Questo criterio è stato rivisto, portando alla riclassificazione di diverse specie in nuovi generi e alla ridefinizione delle caratteristiche dei membri di questo taxon. La revisione del genere è stata condotta attraverso studi sull'rRNA 16S, che hanno permesso la caratterizzazione di gruppi filogenetici successivamente riclassificati.
Attualmente il genere comprende 435 specie e 12 sottospecie che sono raggruppate in base all'analisi dell'rRNA, di altri geni e sequenze proteiche, in due cladi distinti organizzati in alberi filogenetici che non sono filogeneticamente correlati tra loro. Per quanto riguarda le metodologie proteomiche, la spettrometria di massa (MALDI-TOF), utilizzata sia da sola che in combinazione con altre tecniche, si è dimostrata utile per l'identificazione di microrganismi provenienti da entrambi i cladi. Tuttavia, la preparazione del campione rimane un fattore critico.
Il primo, denominato Bacillus sensu stricto, inizialmente comprendeva B. subtilis, B. licheniformis, B. pumilus e B. amyloliquefaciens, ma successivamente ha incorporato nuove specie correlate a queste. Il clade Cereus, Bacillus cereus sensu lato, è costituito da specie patogene (B. anthracis, B. cereus e B. thuringiensis), oltre ad altre di rilevanza per l'agricoltura e l'industria.
Il genere è soggetto a continue modifiche e ha recentemente validato specie come B. arachidis, B. changyiensis, B. dafuensis, B. daqingensis, B. dicomae e B. basilensis.
Il quadro proposto delinea sette genomospecie:
1. Bacillus pseudomycoides,
2. Bacillus paramycoides,
3. Bacillus mosaicus,
4. Bacillus cereus sensu stricto,
5. Bacillus toyonensis,
6. Bacillus mycoides,
7. Bacillus cytotoxicus
8. Bacillus luti

## Applicazioni
Le specie di questa classe sono note per la loro capacità di produrre sostanze antimicrobiche, enzimi litici e composti organici volatili, ciascuno con applicazioni diverse, ad esempio come alternative all'uso di agrochimici per il controllo dei fitopatogeni. È stato osservato che agiscono sulle colture secernendo eso-polisaccaridi e siderofori, i quali inibiscono il movimento di ioni tossici e favoriscono il trasporto di acqua nei tessuti vegetali, migliorando così la crescita delle piante.
Gli enzimi prodotti dai Bacillus spp. possono essere utilizzati come additivi incorporati nei mangimi per animali. Sono state sviluppate formulazioni commerciali che includono fitasi, proteasi, α-galattosidasi, xilanasi e α-amilasi, utilizzate nella produzione suina e avicola. Alcune specie sono utilizzate come probiotici.
Grazie alla loro elevata resistenza, le spore del genere sono diventate prodotti di interesse in biotecnologia. Quelle del B. subtilis vengono utilizzate come piattaforma per la produzione di proteine ricombinanti, inclusi vaccini, adiuvanti vaccinali e la produzione di nanocorpi, nonché come piattaforma per aumentare la stabilità termica di alcuni enzimi.
Altri composti prodotti da specie di questo genere vengono utilizzati in medicina umana, nella produzione di biomateriali o a livello industriale per sostanze come detergenti o enzimi impiegati nelle industrie tessili e della carta, ad esempio l'alfa-amilasi. Specie come B. subtilis sono state manipolate geneticamente per produrre queste sostanze su larga scala.
B. subtilis ricopre un ruolo importante in diversi settori, come alimentare, cosmetico, chimico e farmaceutico, come produttore di vitamine (B1, B2, B5, B6, B7 e K), acido ialuronico e N-acetilglucosamina. Mentre il B. thuringiensis è utilizzato nel controllo entomologico poiché produce esotossine ed endotossine tossiche per diversi ordini di insetti, acari e persino nematodi.